# Lacrymaria olor
Lacrymaria olor és una espècie de ciliats de la família Lacrymariidae, típicament de 100 micròmetres (0,10 mm) de longitud, que es troba en estanys d'aigua dolça. El seu nom significa «llàgrima de cigne» en llatí i fa referència a la seva forma general: una cèl·lula en forma de llàgrima amb un petit «cap» al final d'un llarg «esvelt» coll. El protist destaca per la seva capacitat d'estendre l'extrem anterior de la cèl·lula fins a 7 vegades la seva longitud corporal i manipular-lo en moltes direccions, fins i tot al voltant d'obstacles, per captar el seu aliment. Per aquest motiu, és un tema popular per als microscopistes aficionats. La classificació s'ha atribuït a Müller (1786).

El protist sol tenir dos macronuclis i un sol micronucli. Tot el seu cos cel·lular està cobert de cilis disposats en espirals. Té dos vacúols contràctils, un a cada extrem del cos. Conté petits cristalls birefringents.

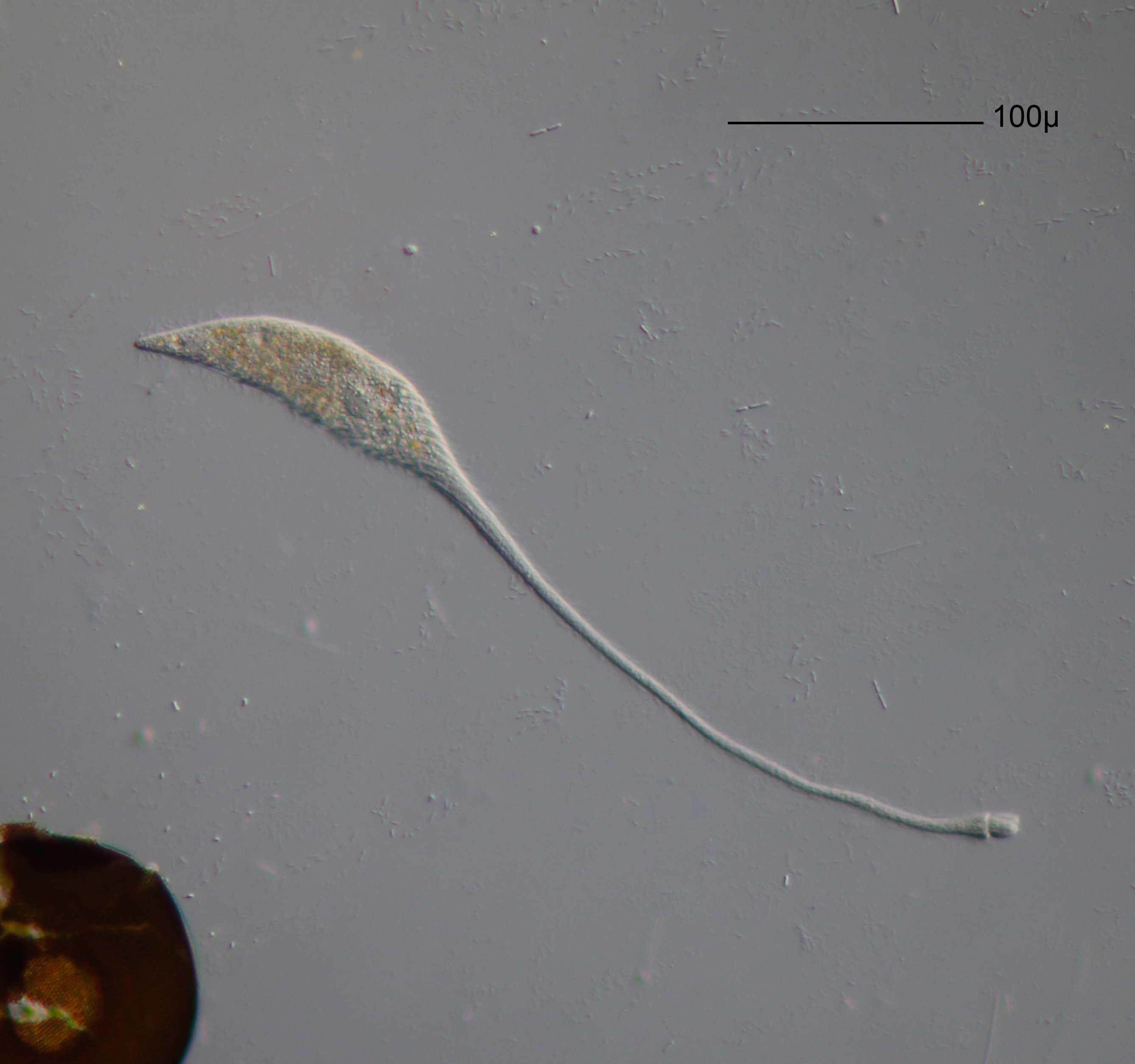
Lacrymaria olor - 160x
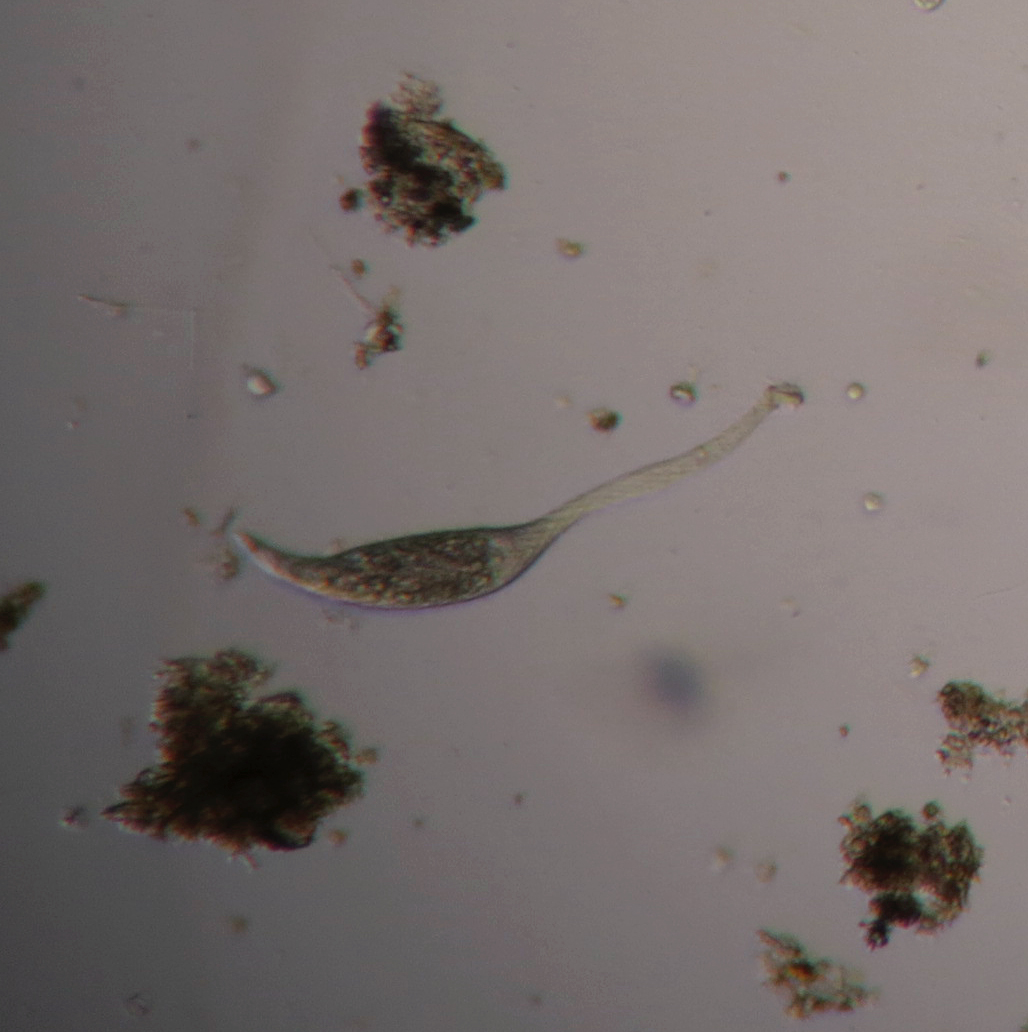
Lacrymaria olor
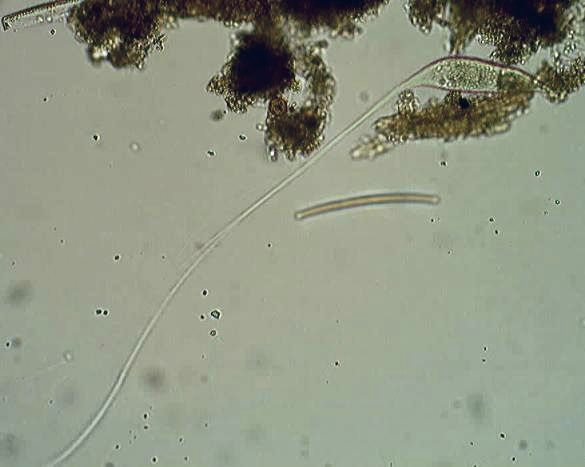
Lacrymaria olor
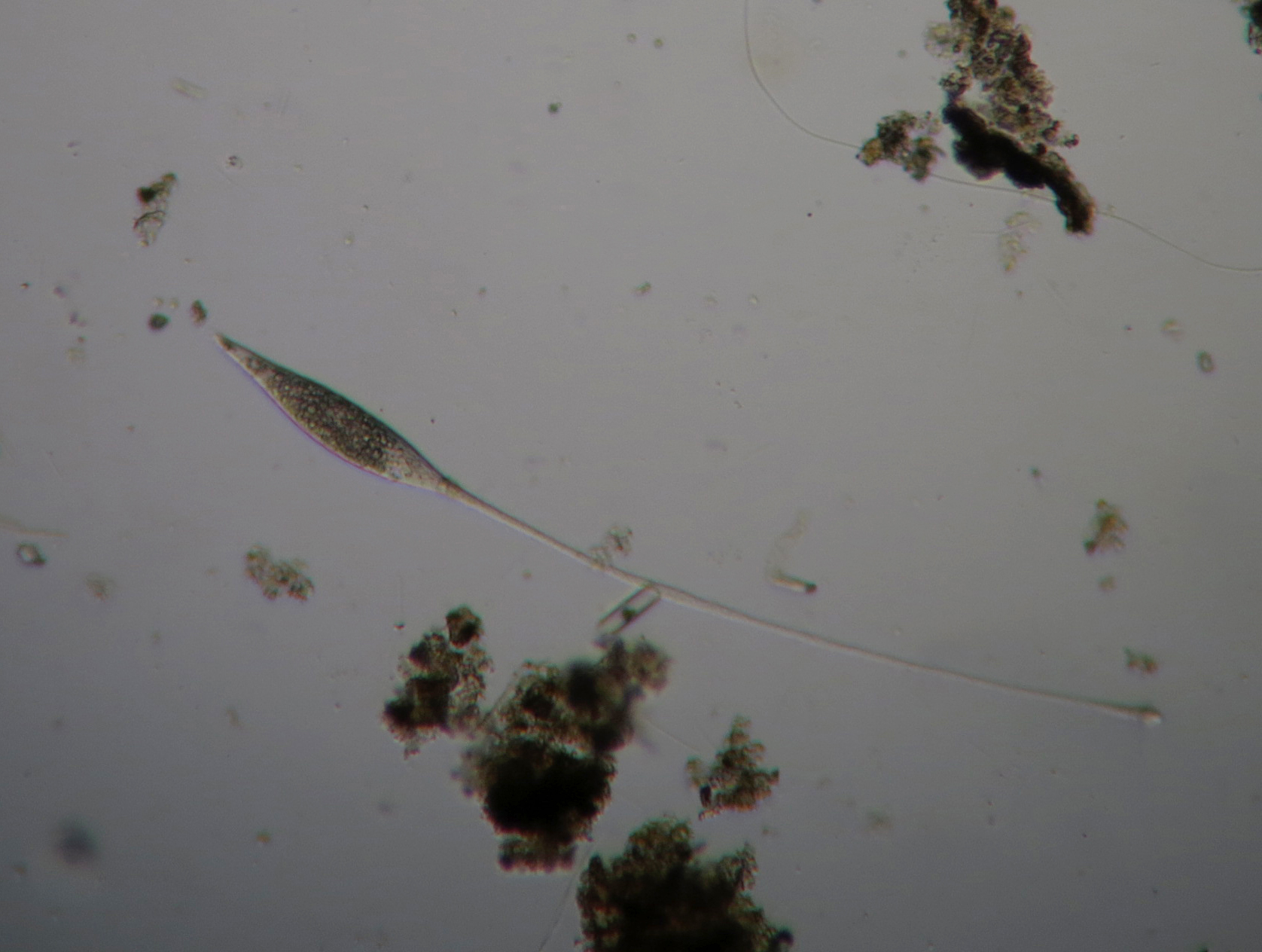
Lacrymaria olor

Lacrymaria olor es pot reproduir fàcilment in vitro, però les poblacions cultivades són difícils de mantenir durant molt de temps. Es pot reproduir sexualment, assumint cada individu qualsevol dels dos tipus d'aparellament («sexes») en diversos moments del dia. També es pot reproduir de manera asexual, possiblement després d'una reordenació interna del seu genoma; però hi ha proves que aquest mecanisme deixa de funcionar després d'un cert nombre de generacions asexuals consecutives. També pot regenerar un cap nou en qüestió de minuts, si es talla l'original.
La lacrymaria olor s'alimenta principalment d'organismes més petits, com altres ciliats, flagel·lats i amebes, però de vegades poden arrencar trossos dels ciliats més grans.